# Zazà
Zazà ist eine Oper (Originalbezeichnung: „Commedia lirica“) in vier Akten des Komponisten Ruggero Leoncavallo. Das Libretto schuf ebenfalls Leoncavallo; auf der Grundlage des gleichnamigen Schauspiels von Pierre Berton und Charles Simon. Die Uraufführung fand am 10. November 1900 am Teatro Lirico in Mailand statt; in Frankreich war die Oper erstmals 1903 an der Opéra de Lille zu sehen.

## Handlung
Orte der Handlung sind ein Varietétheater und Zazàs Wohnung in Saint-Étienne sowie Milio Dufresnes Wohnung in Paris; die Zeit ist die Gegenwart des Komponisten, also die Wende zum 20. Jahrhundert. Die Oper erzählt die Geschichte der Varietésängerin Zazà, die den Sänger Milio liebt und ein Verhältnis mit ihm hat, ohne zu wissen, dass dieser glücklich verheiratet ist. Milios Familie befindet sich in der Zeit der Liebschaft auf einem längeren Auslandsaufenthalt. Als Frau und Tochter nach Paris zurückkehren, verlässt Milio Zazà.

### Erster Akt – Im Varieté Alcazar

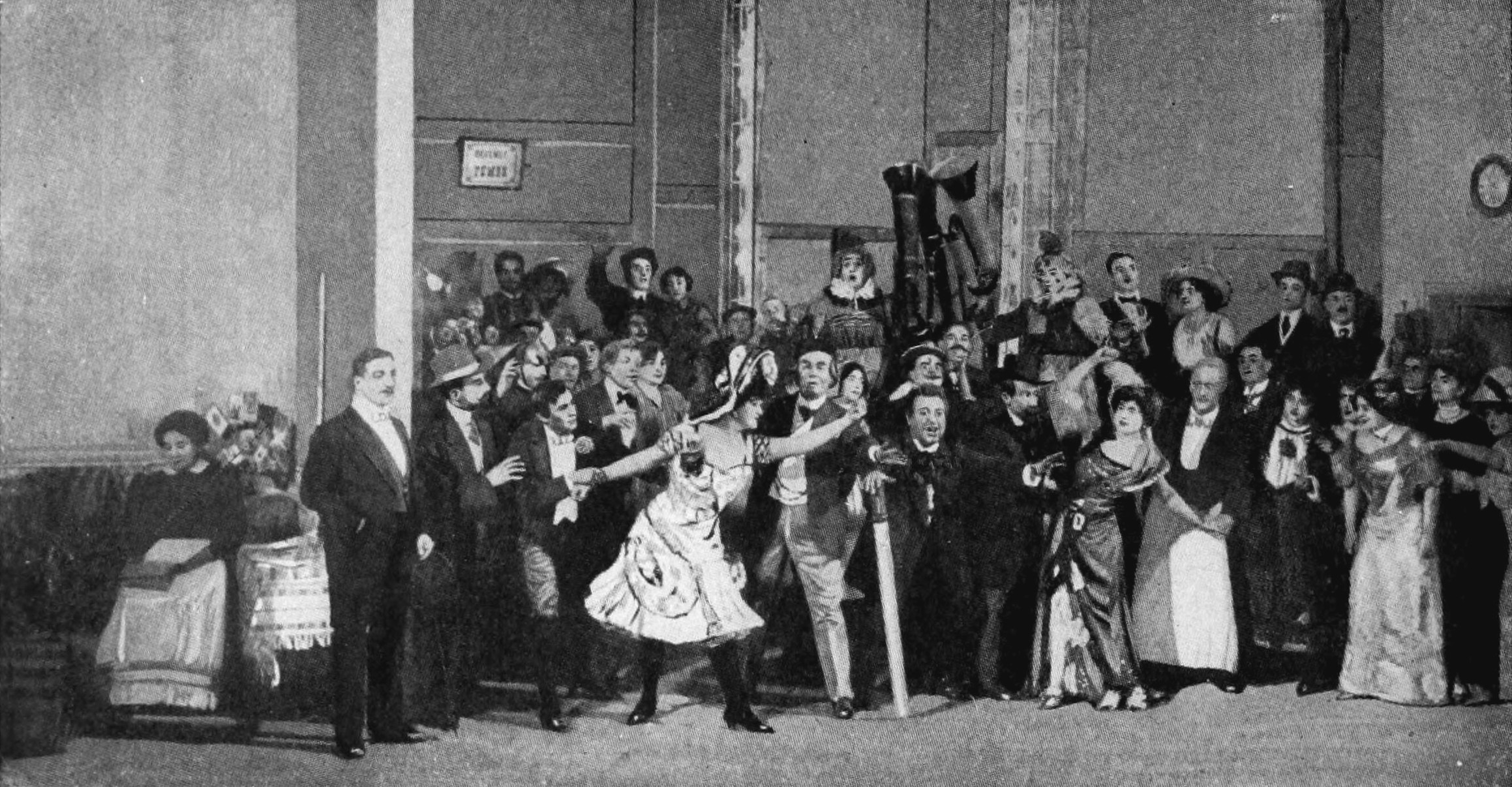
Erster Akt: Die Bühnenszene

Das Bühnenbild zeigt vorn links Zazàs Künstlergarderobe, vorn rechts einen Tisch mit Stühlen für bevorzugte Gäste des Theaters, die auch freien Zugang zur Bühne haben. In Hintergrund sieht man – von der Seite – einen Teil der Bühne.
Im Alcazar, einem Café-chantant in Saint-Étienne, ist die kapriziöse, ehrgeizige Sängerin eifersüchtig auf Zazà, die unprätentiöse Neue. Zazà ist das Protegé und die Geliebte des komischen Sängers Cascart, der sie entdeckt und ihr alles beigebracht hat, um auf der Bühne bestehen zu können. Die unehelich geborene Zazà hatte mit ihrer Mutter Anaide im Armenviertel gelebt, aus dem Cascart sie herausgeholt hat. Alle Männer liegen Zazà zu Füßen, doch sie liebt nur den Sänger Milio Dufresne. Milio fühlt sich durchaus zu ihr hingezogen, fürchtet jedoch ihre Intensität, zieht zu Zazàs Kummer die Gesellschaft Florianas vor und behandelt Zazà kühl. Eine Liebesszene, die Dufresne und Zazà auf der Bühne zu spielen haben, bringt sie einander näher. Endlich gesteht Milio Zazà seine Liebe, und sie ist glücklich.
Im Vordergrund des ersten Aktes stehen Genreszenen aus dem Bühnenleben: Künstler treten in die Kulissen und kommen daraus wieder hervor, Mitglieder und Freunde des Theaters kommen und gehen, Zazà unterhält sich mit dem Regisseur Duclou, dem Journalisten Bussy, ihrem Kollegen Cascart, ihrem Dienstmädchen Natalia, ihrer Mutter Anaide, die von der Tochter Geld fordert, das sie vertrinken wird; Zazàs Interaktion mit ihrer Rivalin Floriana reicht von wechselseitigen Sticheleien bis hin zu einer handfesten Rauferei. Musikalisch unterhält Leoncavallo sein Publikum hier mit einer Tapisserie aus Parlandoszenen, Deklamation, Ariosi und Kleinarien. Die Dramatik der Handlung entwickelt sich erst in den folgenden Akten.
Das Duett von Zazà und Milio am Ende des ersten Aktes bildet jedoch, wie Piero Mioli aufgewiesen hat, eines der wenigen Liebesduette in der internationalen Operngeschichte, in denen die Liebe eine Sache in Entwicklung und voller Unsicherheit, Hintergedanken und Brüchen ist.

### Zweiter Akt – Salon im Hause Zazàs
Nach einer dreimonatigen Liebesbeziehung kündigt Milio Zazà an, dass er bald zu einer viermonatigen Tournee durch die Vereinigten Staaten wird aufbrechen müssen. In der Vergangenheit hatte er immer wieder kurze Reisen nach Paris unternommen. Schweren Herzens lässt Zazà ihn nun erneut für zwei Tage gehen.
Als ihre Mutter erscheint, lässt sie sie stehen und eilt zum Bahnhof, um von ihrem Freund ein weiteres Mal Abschied zu nehmen. Während sie fort ist, trifft auch Cascart ein und findet Anaide, die ihn bisher abgelehnt hatte, zu seiner Überraschung versöhnlich vor, denn als Bewerber um ihre Tochter ist Cascart ihr immer noch lieber als Milio. Als Zazà vom Bahnhof zurückkehrt, offenbart Cascart den Grund seines Kommens: er will Zazà dazu bewegen, Milio aufzugeben und zum Theater zurückzukehren. Als sie dies mit Hinweis auf ihre Liebe ablehnt, berichtet Cascart ihr, dass er Milio in Paris an der Seite einer anderen Frau – wohl einer Geliebten – gesehen hat. Zazà bricht mit ihrem Dienstmädchen Natalia auf, um sich mit eigenen Augen davon zu überzeugen.

### Dritter Akt – Salon der Familie Dufresne in Paris
Die äußere Umstände zwingen Milio, Zazà zu verlassen. In Paris hat er nicht, wie Cascart glaubt, eine Geliebte, sondern eine Ehefrau. Er will ein letztes Mal nach Saint-Étienne fahren, um mit Zazà Schluss zu machen („Mai più, Zazà“). Seine Frau, die ihn zum Bahnhof bringt, glaubt, dass Lyon das Ziel seiner Reise sei.
Zazà erscheint, und da im Hause an diesem Tage offensichtlich der Besuch einer Madame Dunoyer erwartet wird – der Diener kennt diese Dame nicht –, besitzt Zazà genug Improvisationsvermögen, um in deren Rolle zu schlüpfen. Zazà und Natalia dürfen im Salon auf die Rückkehr des Dame des Hauses warten. Als Natalia auf dem Schreibtisch einen an „Madame Dufresne“ adressierten Brief erspäht, begreifen die beiden Frauen, dass Milio verheiratet ist. Totò erscheint, die kleine Tochter der Dufresnes: der lebende Beweis für Milios Ehe. Das Kind berichtet, dass es mit der Mutter ein halbes Jahr lang in Algerien war und demnächst mit beiden Eltern nach Amerika reisen werde. Das Töchterchen ist ein wahrer Engel an Liebreiz, und obwohl es ihr das Herz bricht, beschließt Zazà, auf den Geliebten zu verzichten.
Als Madame Dufresne vom Bahnhof zurückkehrt und Zazà und Natalia mit Totò in ihrem Salon vorfindet, schwindelt Zazà, sie habe sich in der Adresse geirrt und sei nur eingelassen worden, weil sie zufällig denselben Namen wie Madame Dunoyer trage.

### Vierter Akt – Salon im Hause Zazàs

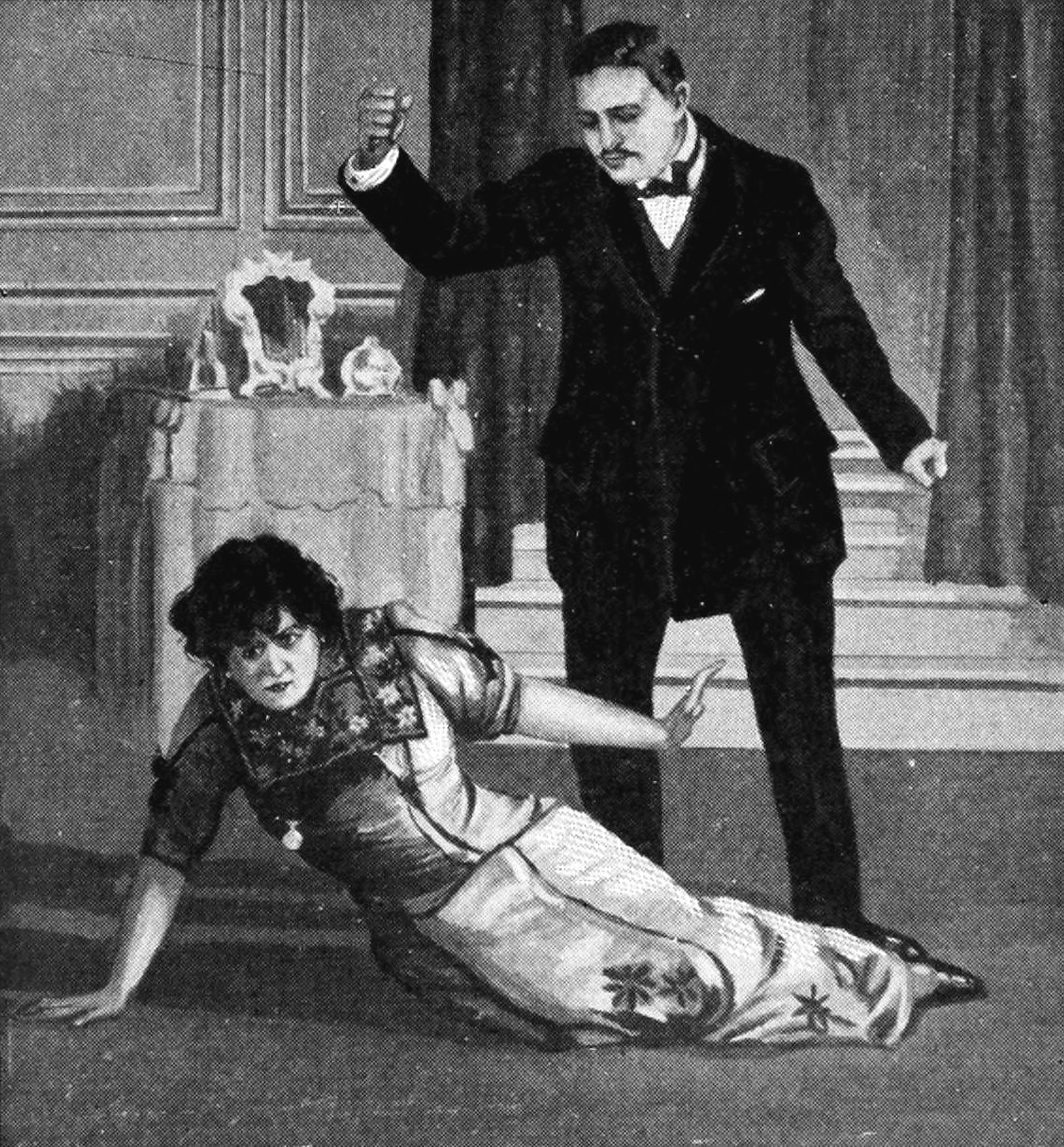
Vierter Akt: Milio beschimpft Zazà

In St. Etienne sorgen Anaide und Theaterbesitzer Malardot sich über Zazàs Verschwinden. Zazà kommt heim und schickt sie fort. Nur Cascart darf bleiben. Er singt die größte Soloarie der Oper, Zazà, piccola zingara, die offenbart, dass er weiß, was Zazà in Paris erlebt und erlitten hat.
In ihrem Entschluss, Milio freizugeben, ist Zazà inzwischen jedoch schwankend geworden. Als Milio erscheint, schickt sie Cascart fort, um den Geliebten ungestört empfangen zu können. In dem Moment, als er ihr gegenübertritt, vermag sie ihren Schmerz über die bevorstehende Trennung kaum noch zu verbergen. In Milios treuherzigem Bericht, dass er in Paris mit Freunden den Zirkus besucht habe, erkennt Zazà sofort die Lüge, denn Totò hatte ihr erzählt, dass Milio dort mit Frau und Kind war.
Zazà konfrontiert ihn schließlich und sagt ihm ins Gesicht, dass sie von seiner Ehe weiß. Sie macht ihm bittere Vorwürfe, dass er sie zu sehr geliebt und in der Illusion belassen hat, er werde sie heiraten, und gesteht ihm gleichzeitig, dass sie ihn von Anfang an geliebt hat. Als Milio ihr erwidert, dass auch sie, Zazà, seine wahre, unvergängliche Liebe sei, stellt sie ihn auf die Probe, indem sie von ihrem Besuch in Paris erzählt. Dass Zazà seine Frau über sein ehebrecherisches Verhältnis informiert haben könnte, versetzt Milio in einen Zustand der Verzweiflung. Zazà fordert ihn weiter heraus, indem sie behauptet, der Ehefrau alles über ihr Verhältnis gesagt zu haben. Milio ist außer sich. „Squaldrina“ (Hure) schimpft er Zazà. „Ah, come l’ami, lei“ (Ach, wie sehr er sie liebt) begreift Zazà.
Da Zazà jetzt weiß, was sie wissen wollte, kann sie Milio die Wahrheit sagen: dass seine Frau von der Affäre nicht das Mindeste weiß. In großem inneren Zwiespalt schickt sie Milio fort.

## Instrumentation
Die Orchesterbesetzung der Oper enthält die folgenden Instrumente:

- Holzbläser: zwei Flöten (2. auch Piccolo), zwei Oboen (2. auch Englischhorn), zwei Klarinetten, zwei Fagotte
- Blechbläser: vier Hörner, zwei Trompeten, drei Posaunen, Basstuba
- Pauken, Schlagzeug: Große Trommel, Becken, Tamtam
- Celesta
- Harfe
- Streicher
- Bühnenmusik: Klavier, zehn nicht differenzierte Instrumente

## Uraufführung
Am 10. November 1900 wurde die Oper am Teatro Lirico in Mailand uraufgeführt.
- Dirigent: Arturo Toscanini
- Zazà: Rosina Storchio
- Milio Dufresne: Edoardo Garbin
- Cascart: Mario Sammarco
- Anaide: Clorinda Pini-Corsi

## Arien, Duette und Ensembles
- Introduzione (Orchester)

Erster Akt
- So che son capricciosa (Floriana, Michelin, Augusto, Claretta, Courtois, Duclou, Ed il Signore)
- Zazà, la vera stella (Floriana, Courtois)
- Salute, ragazzi (Zazà, Michelin, Duclou, Malardot)
- Direttore! (Lartigon, Malardot, Michelin, Zazà, Augusto, Courtois, Floriana, Duclou)
- Buona sera, mia Zazà (Cascart, Zazà)
- Lo sai tu che vuol dire (Zazà, Cascart, Duclou, Lartigon, Malardot)
- Dimmi: Bussy (Zazà, Natalia)
- Augusto, buona sera! (Anaide, Augusto)
- Toh! Sei tu, mammà (Zazà, Anaide, Natalia, Augusto)
- Alfin! sei tu (Zazà, Bussy)
- Ebben, Zazà? (Cascart, Zazà, Bussy, Michelin, Courtois)
- Un uomo sol restavaci (Floriana, Bussy, Zazà, Cascart, Duclou, Malardot)
- Dufresne, contarvene voglio una bella! (Bussy, Milio)
- E’ un ruiso gentil (Milio, Bussy, Malardot, Duclou)
- Non so capir perché (Milio, Zazà, Cascart, Bussy, Malardot, Duclou)
- Signore, entrate (Zazà, Milio)
- Su, Zazà! (Cascart, Bussy, Zazà, Malardot, Duclou)
- Non vi seduce (Milio, Zazà, Duclou, Cascart)

Zweiter Akt
- E’ deciso, tu parti (Zazà, Milio)
- Quando fai a parigi (Zazà)
- Zazà! Zazà! Non t'attristare (Milio)
- Or tempo e baci (Milio, Zazà)
- Fa’ presto, Natalia (Zazà, Natalia)
- Ecco gli stivaletti (Natalia, Anaide)
- Zazà!... Adesso dove corre (Anaide)
- Nonc’è? Perché vorre... (Cascart, Natalia, Anaide)
- Ah! Ah! Ah! Che quadretto (Zazà, Anaide, Cascart)
- Cascart mio camerata (Zazà, Cascart)
- Qui no, troppo vicino (Zazà, Cascart)
- Buona Zazà del mio buon tempo (Cascart)
- Peggio se questa dolce illusion nun dura (Zazà, Cascart)
- M’ilusi! Amor non conoscevo (Zazà, Cascart, Anaide)
- No, non dovea tradirmi (Zazà, Cascart, Anaide)

Dritter Akt
- Preludietto (Orchester) – Coro interno (Chor)
- O mia piccolo tavolo... Mai più Zazà (Milio)
- Ecco son pronta, Milio (Signora Dufresne, Marco, Milio, Wäscherinnen)
- Lei è dunque la signora Donoyer (Marco, Zazà, Natalia)
- Non odi la tacita stanza (Zazà)
- Possono udir (Natalia, Zazà)
- Signora guardate (Natalia, Zazà, Totò)
- Angioletto, il tuo nome (Zazà, Totò)
- Mamma! Io non l’o avuta mai (Zazà, Totò)
- Allora suono un’Ave Maria (Totò, Zazà)
- E’finita! Ammogliato... Dir che ci sono al mondo (Zazà, Totò, Natalia)
- Voi, signora, aspettavate (Zazà, Totò)

Vierter Akt
- Così, nessuna nuova (Malardot, Anaide)
- Figliuola mia (Anaide, Zazà, Malardot, Natalia, Cascart)
- Zazà, piccola zingara (Cascart, Zazà, Natalia)
- Natalia guarda (Zazà, Natalia)
- Eccoti, amore e vita (Zazà, Milio)
- Tu non m'amavi più (Zazà, Milio)
- Che notizie mi porti (Zazà, Milio)
- Ebbene, sì, so tutto (Zazà, Milio)
- Zazà, tu mi rimproveri d'averti troppo amata? (Milio, Zazà)
- Totò! Tu hai veduto mia figlia (Milio, Zazà)
- Lo so! Sono una piaga putrida (Zazà, Milio)
- Che ho fatto? Egli parte! (Zazà, Milio)

## Aufführungen im 21. Jahrhundert
Während der Corona-Pandemie brachte das Theater an der Wien im September 2020 eine Inszenierung von Christof Loy heraus. Am 3. Juni 2023 war die Premiere einer Inszenierung von Nadja Loschky im Theater Bielefeld unter der musikalischen Leitung von Alexander Kalajdzic.